# Списак народних хероја: Х
Списак народних хероја чије презиме почиње на слово Х, за остале народне хероје погледајте Списак народних хероја:
1. Хамзо Хамзић (1924–1944) за народног хероја проглашен 27. новембра 1953. године.[1][2]
2. Раде Хамовић (1916–2009) Орденом народног хероја одликован 23. јула 1952. године.[а][4]
3. Иван Хариш (1903–1989) Орденом народног хероја одликован 25. септембра 1944. године.[5][6][7]
4. Митхат Хаћам (1917–1942) за народног хероја проглашен 20. децембра 1951. године.[8][9][10]
5. Халил Хаџимуртезић (1915–2007) Орденом народног хероја одликован 27. новембра 1953. године.[11][3]
6. Касим Хаџић (1904–1942) за народног хероја проглашен 26. јула 1949. године.[12][11][13]
7. Миленко Хаџић (1902–1941) за народног хероја проглашен 27. новембра 1953. године.[1][13]
8. Албин Херљевић (1916–1942) за народног хероја проглашен 27. новембра 1953. године.[14][15]
9. Фрањо Херљевић (1915–1998) Орденом народног хероја одликован 20. децембра 1951. године.[16][14][15]
10. Јоже Херманко (1901–1941) за народног хероја проглашен 27. новембра 1953. године.[17][18]
11. Никола Хећимовић Брација (1920–1944) за народног хероја проглашен 20. децембра 1951. године.[8][19][7]
12. Већеслав Хољевац (1917–1970) Орденом народног хероја одликован 23. јула 1951. године.[20][21]
13. Алојз Хохкраут (1901–1942) за народног хероја проглашен 27. новембра 1953. године.[17][22]
14. Фадиљ Хоџа (1916–2001) Орденом народног хероја одликован 6. јула 1953. године.[23][24]
15. Авдо Хоџић (1921–1943) за народног хероја проглашен 5. јула 1951. године.[25][26]
16. Хусеин Хоџић (1913–1942) за народног хероја проглашен 27. новембра 1953. године.[25][22]
17. Јанез Хрибар (1918–1978) Орденом народног хероја одликован 27. новембра 1953. године.[27][28]
18. Јанез Хрибар Тоне (1909–1967) Орденом народног хероја одликован 21. јула 1953. године.[27][28]
19. Рудолф Хриберник (1921–2002) Орденом народног хероја одликован 21. јула 1953. године.[23][29]
20. Иван Хроват (1915–1970) Орденом народног хероја одликован 27. новембра 1953. године.[30][31]
21. Авдо Хумо (1914–1983) Орденом народног хероја одликован 27. новембра 1953. године.[32][31]